# Berliner Fußball-Club Viktoria 1889 2022-2023
Questa voce raccoglie le informazioni riguardanti il Berliner Fußball-Club Viktoria 1889 nelle competizioni ufficiali della stagione 2022-2023.

## Stagione
Nella stagione 2022-2023 il Viktoria Berlino, allenato da Semih Keskin, concluse il campionato di Regionalliga Nordest al 12º posto. In Coppa di Germania il Viktoria Berlino fu eliminato al primo turno dal Bochum.

## Rosa
| N. |                     | Ruolo | Calciatore          |
| -- | ------------------- | ----- | ------------------- |
| 3  | Nigeria (bandiera)  | C     | Eke Uzoma           |
| 4  | Germania (bandiera) | D     | Nikell Touglo       |
| 5  | Germania (bandiera) | D     | Junis Anders        |
| 6  | Germania (bandiera) | C     | Berk Inaler         |
| 7  | Germania (bandiera) | C     | Diren Günay         |
| 8  | Germania (bandiera) | A     | Samir Werbelow      |
| 9  | Germania (bandiera) | A     | Ünal Durmushan      |
| 10 | Germania (bandiera) | C     | Enes Küc            |
| 12 | Germania (bandiera) | P     | Pepe Hinterschuster |
| 13 | Germania (bandiera) | C     | Christopher Theisen |
| 14 | Germania (bandiera) | A     | Jeronimo Mattmüller |
| 15 | Germania (bandiera) | C     | Oliver Maric        |
| 16 | Germania (bandiera) | C     | Iba May             |
| 17 | Germania (bandiera) | D     | Mladen Cvjetinovic  |

| N. |                     | Ruolo | Calciatore        |
| -- | ------------------- | ----- | ----------------- |
| 18 | Georgia (bandiera)  | C     | Shalva Ogbaidze   |
| 19 | Germania (bandiera) | D     | Tobias Gunte      |
| 20 | Austria (bandiera)  | C     | Fabio Markelic    |
| 21 | Germania (bandiera) | P     | Maximilian Kinzig |
| 23 | Germania (bandiera) | A     | Moritz Seiffert   |
| 24 | Germania (bandiera) | P     | Marten Schulz     |
| 25 | Germania (bandiera) | A     | Laurenz Dehl      |
| 26 | Germania (bandiera) | D     | Fatih Baca        |
| 27 | Germania (bandiera) | D     | Jonas Kühn        |
| 27 | Germania (bandiera) | A     | Batikan Yilmaz    |
| 29 | Germania (bandiera) | A     | Phil Harres       |
| 36 | Germania (bandiera) | D     | Gia Phong         |
| 36 | Germania (bandiera) | C     | Finn Hinze        |
| 39 | Ucraina (bandiera)  | C     | Oleg Skakun       |

## Organigramma societario
Area tecnica
- Allenatore: Semih Keskin
- Allenatore in seconda: Bernd Nehrig
- Preparatore dei portieri: Daniel Haas
- Preparatori atletici:
- Analisi video: Noah Hach

## Calciomercato

### Sessione estiva
| Acquisti | Acquisti            | Acquisti             | Acquisti |
| R.       | Nome                | da                   | Modalità |
| -------- | ------------------- | -------------------- | -------- |
| A        | Phil Harres         | Dinamo Dresda        |          |
| D        | Jonas Kühn          | Dinamo Dresda        |          |
| D        | Ricardo Michael     | Eilenburg            |          |
| D        | Junis Anders        | Viktoria Berlino U19 |          |
| D        | Fatih Baca          | Berliner AK 07       |          |
| P        | Elian Clasen        | Altona 93            |          |
| D        | Miloš Cvjetinović   | Union Berlino U19    |          |
| A        | Ünal Durmushan      | Viktoria Berlino U19 |          |
| C        | Yousef Emghames     | Berliner AK 07       |          |
| C        | Berk Inaler         | Altglienicke         |          |
| P        | Marcel Köstenbauer  | Austria Klagenfurt   |          |
| C        | Oliver Maric        | Lichtenberg 47       |          |
| A        | Jeronimo Mattmüller | TeBe Berlino         |          |
| P        | Marten Schulz       | Viktoria Berlino U19 |          |
| D        | Nikell Touglo       | Fortuna Düsseldorf   |          |

| Cessioni | Cessioni        | Cessioni          | Cessioni |
| R.       | Nome            | a                 | Modalità |
| -------- | --------------- | ----------------- | -------- |
| A        | Matteo Gumaneh  | TeBe Berlino      |          |
| D        | Ricardo Michael | Freital           |          |
| A        | Lucas Falcão    | Īrodotos          |          |
| D        | Jakob Lewald    | Dinamo Dresda     |          |
| C        | Martin Gamboš   | Västerås SK       |          |
| D        | Lukas Pinckert  | Elversberg        |          |
| P        | Elian Clasen    | ETSV Hamburg      |          |
| D        | Brooklyn Ezeh   | Wehen Wiesbaden   |          |
| A        | Franck Evina    | Hannover 96 II    |          |
| D        | Alexander Hahn  | Preußen Münster   |          |
| A        | Kimmo Hovi      | Lubecca           |          |
| C        | Björn Jopek     | Kickers Offenbach |          |
| D        | Patrick Kapp    | Stoccarda II      |          |
| D        | Christoph Menz  | Preußen Berlino   |          |
| P        | Philip Sprint   | Hertha Berlino II |          |
| A        | Pasqual Verkamp | Carl Zeiss Jena   |          |

### Sessione invernale
| Acquisti | Acquisti       | Acquisti           | Acquisti |
| R.       | Nome           | da                 | Modalità |
| -------- | -------------- | ------------------ | -------- |
| C        | Eke Uzoma      | TeBe Berlino       |          |
| C        | Fabio Markelic | Austria Klagenfurt |          |
| A        | Laurenz Dehl   | Union Berlino      |          |

| Cessioni | Cessioni           | Cessioni           | Cessioni |
| R.       | Nome               | a                  | Modalità |
| -------- | ------------------ | ------------------ | -------- |
| C        | Yousef Emghames    | Hertha 06          |          |
| D        | Miloš Cvjetinović  | TeBe Berlino       |          |
| P        | Marcel Köstenbauer | Austria Klagenfurt |          |

## Risultati

### Regionalliga Nordest

#### Girone di andata
| Arbitro: | Lukawski |

|             |           |             |
| Verkamp 53’ | Marcatori | 40’ Theisen |

| Arbitro: | Markhoff |

|                       |           |                       |
| Inaler 5’ Theisen 67’ | Marcatori | 24’ Atilgan 35’ Ziane |

| Arbitro: | Vierock |

|                                             |           |                       |
| Ullrich 14’ El-Jindaoui 38’ Michelbrink 43’ | Marcatori | 11’ Baca 28’ Seiffert |

| Arbitro: | Bringmann |

|  |           |           |
|  | Marcatori | 23’ Frahn |

| Arbitro: | Rauschenberg |

|                       |           |           |
| Harres 69’ Inaler 73’ | Marcatori | 82’ Uzoma |

| Arbitro: | Klemm |

|                                                 |           |  |
| Benyamina 31’, 40’ Rüh 54’ Koçer 57’ Kargbo 68’ | Marcatori |  |

| Arbitro: | Lukawski |

|          |           |            |
| Baca 90’ | Marcatori | 55’ Brandt |

| Arbitro: | Albert |

|  |           |            |
|  | Marcatori | 19’ Yilmaz |

| Arbitro: | Rose |

|          |           |                     |
| Baca 68’ | Marcatori | 34’ Manu 53’ Mergel |

| Arbitro: | Butterich |

|                         |           |            |
| Hildebrandt 9’ Badu 75’ | Marcatori | 42’ Harres |

| Arbitro: | Ventzke |

|  |           |                       |
|  | Marcatori | 2’ Jäpel 90’ Kirstein |

| Arbitro: | Herde |

|          |           |              |
| Uzan 11’ | Marcatori | 67’ Seiffert |

| Berlino 12 novembre 2022, ore 13:00 CET 13ª giornata | Viktoria Berlino | 0 – 0 referto | Luckenwalde | Friedrich-Ludwig-Jahn-Sportpark (367 spett.)\| Arbitro: \| Bringmann \| |
| Arbitro:                                             | Bringmann        |               |             |                                                                         |

| Arbitro: | Kluge |

|  |           |         |
|  | Marcatori | 89’ Küc |

| Arbitro: | Dallmann |

|                        |           |  |
| Harres 28’ Theisen 45’ | Marcatori |  |

| Arbitro: | Albert |

|                     |           |          |
| Klar 76’ Schulz 90’ | Marcatori | 70’ Dehl |

| Arbitro: | Lukawski |

|                                         |           |  |
| Ogbaidze 26’ Küc 36’ (rig.) Theisen 74’ | Marcatori |  |

#### Girone di ritorno
| Arbitro: | Lukawski |

|           |           |            |
| Gunte 90’ | Marcatori | 45’ Halili |

| Arbitro: | Wartmann |

|            |           |                    |
| Zimmer 82’ | Marcatori | 51’ Küc 87’ Harres |

| Arbitro: | Vierock |

|                            |           |                                        |
| Küc 21’ (rig.), 81’ (rig.) | Marcatori | 10’ Aksakal 62’ (aut.) Baca 83’ Ziemer |

| Arbitro: | Bringmann |

|  |           |                       |
|  | Marcatori | 8’ Theisen 51’ Harres |

| Arbitro: | Allwardt |

|             |           |                               |
| Damelang 5’ | Marcatori | 8’ Touglo 16’ Harres 40’ Dehl |

| Arbitro: | Schwermer |

|                         |           |              |
| Theisen 5’ Ogbaidze 48’ | Marcatori | 55’ Weilandt |

| Arbitro: | Beblik |

|  |           |                         |
|  | Marcatori | 20’, 31’ Harres 59’ Küc |

| Arbitro: | Ventzke |

|                     |           |                         |
| Theisen 18’ Küc 57’ | Marcatori | 79’ Renner 89’ Pfeiffer |

| Arbitro: | Lukawski |

|  |           |            |
|  | Marcatori | 67’ Inaler |

| Arbitro: | Rose |

|           |           |                                    |
| Gunte 60’ | Marcatori | 11’ Wähling 90’ (rig.) Hildebrandt |

| Arbitro: | Lämmchen |

|              |           |             |
| Kirstein 15’ | Marcatori | 30’ Theisen |

| Berlino 24 aprile 2023, ore 19:00 CEST 29ª giornata | Viktoria Berlino | 0 – 0 referto | Altglienicke | Stadion Lichterfelde (396 spett.)\| Arbitro: \| Albert \| |
| Arbitro:                                            | Albert           |               |              |                                                           |

| Arbitro: | Allwardt |

|                          |           |                               |
| Gollnack 19’ Jannene 69’ | Marcatori | 24’, 53’ Theisen 39’ Seiffert |

| Arbitro: | Hagemann |

|                       |           |                                             |
| Dehl 52’ Seiffert 59’ | Marcatori | 10’ Chor 16’ Adekunle 48’ Bremer 67’ Krüger |

| Arbitro: | Gaunitz |

|                        |           |           |
| Hansch 17’ (rig.), 81’ | Marcatori | 15’ Günay |

| Arbitro: | Bringmann |

|           |           |                                    |
| Gunte 70’ | Marcatori | 32’ (rig.) Sussek 35’, 84’ Richter |

| Arbitro: | Hagemann |

|            |           |  |
| Keller 11’ | Marcatori |  |

### Coppa di Germania
| Arbitro: | Alt |

|  |           |                                  |
|  | Marcatori | 18’ Zoller 22’ Asano 65’ Hofmann |

## Statistiche

### Statistiche di squadra
| Competizione      | Punti | In casa | In casa | In casa | In casa | In casa | In casa | In trasferta | In trasferta | In trasferta | In trasferta | In trasferta | In trasferta | Totale | Totale | Totale | Totale | Totale | Totale | DR |
| Competizione      | Punti | G       | V       | N       | P       | Gf      | Gs      | G            | V            | N            | P            | Gf           | Gs           | G      | V      | N      | P      | Gf     | Gs     | DR |
| ----------------- | ----- | ------- | ------- | ------- | ------- | ------- | ------- | ------------ | ------------ | ------------ | ------------ | ------------ | ------------ | ------ | ------ | ------ | ------ | ------ | ------ | -- |
| Regionalliga      | 45    | 17      | 4       | 6       | 7       | 22      | 25      | 17           | 8            | 3            | 6            | 24           | 22           | 34     | 12     | 9      | 13     | 46     | 47     | -1 |
| Coppa di Germania | -     | 1       | 0       | 0       | 1       | 0       | 3       | 0            | 0            | 0            | 0            | 0            | 0            | 1      | 0      | 0      | 1      | 0      | 3      | -3 |
| Totale            | 45    | 18      | 4       | 6       | 8       | 22      | 28      | 17           | 8            | 3            | 6            | 24           | 22           | 35     | 12     | 9      | 14     | 46     | 50     | -4 |

### Andamento in campionato
| Giornata  | 1 | 2  | 3  | 4  | 5  | 6  | 7  | 8  | 9  | 10 | 11 | 12 | 13 | 14 | 15 | 16 | 17 | 18 | 19 | 20 | 21 | 22 | 23 | 24 | 25 | 26 | 27 | 28 | 29 | 30 | 31 | 32 | 33 | 34 |
| --------- | - | -- | -- | -- | -- | -- | -- | -- | -- | -- | -- | -- | -- | -- | -- | -- | -- | -- | -- | -- | -- | -- | -- | -- | -- | -- | -- | -- | -- | -- | -- | -- | -- | -- |
| Luogo     | T | C  | T  | C  | C  | T  | C  | T  | C  | T  | C  | T  | C  | T  | C  | T  | C  | C  | T  | C  | T  | T  | C  | T  | C  | T  | C  | T  | C  | T  | C  | T  | C  | T  |
| Risultato | N | N  | P  | P  | V  | P  | N  | V  | P  | P  | P  | N  | N  | V  | V  | P  | V  | N  | V  | P  | V  | V  | V  | V  | N  | V  | P  | N  | N  | V  | P  | P  | P  | P  |
| Posizione | 8 | 12 | 13 | 16 | 11 | 14 | 13 | 13 | 13 | 13 | 14 | 14 | 15 | 14 | 13 | 14 | 13 | 13 | 12 | 13 | 12 | 11 | 11 | 10 | 9  | 9  | 11 | 11 | 11 | 10 | 10 | 11 | 12 | 12 |

Legenda:

Luogo: C = Casa; T = Trasferta. Risultato: V = Vittoria; N = Pareggio; P = Sconfitta.

### Statistiche dei giocatori
| Giocatore         | Regionalliga | Regionalliga | Regionalliga | Regionalliga | Coppa di Germania | Coppa di Germania | Coppa di Germania | Coppa di Germania | Totale   | Totale | Totale      | Totale     |
| Giocatore         | Presenze     | Reti         | Ammonizioni  | Espulsioni   | Presenze          | Reti              | Ammonizioni       | Espulsioni        | Presenze | Reti   | Ammonizioni | Espulsioni |
| ----------------- | ------------ | ------------ | ------------ | ------------ | ----------------- | ----------------- | ----------------- | ----------------- | -------- | ------ | ----------- | ---------- |
| J. Anders         | 6            | 0            | 1            | 0            | 0                 | 0                 | 0                 | 0                 | 6        | 0      | 1           | 0          |
| F. Baca           | 31           | 3            | 11           | 0            | 1                 | 0                 | 0                 | 0                 | 32       | 3      | 11          | 0          |
| M. Cvjetinovic    | 31           | 0            | 4            | 0            | 1                 | 0                 | 0                 | 0                 | 32       | 0      | 4           | 0          |
| M. Cvjetinović    | 7            | 0            | 0            | 0            | 1                 | 0                 | 0                 | 0                 | 8        | 0      | 0           | 0          |
| L. Dehl           | 16           | 3            | 4            | 0            | 0                 | 0                 | 0                 | 0                 | 16       | 3      | 4           | 0          |
| Ü. Durmushan      | 9            | 0            | 0            | 0            | 1                 | 0                 | 0                 | 0                 | 10       | 0      | 0           | 0          |
| Y. Emghames       | 7            | 0            | 0            | 0            | 1                 | 0                 | 0                 | 0                 | 8        | 0      | 0           | 0          |
| T. Gunte          | 21           | 3            | 3            | 0            | 0                 | 0                 | 0                 | 0                 | 21       | 3      | 3           | 0          |
| D. Günay          | 18           | 1            | 2            | 0            | 1                 | 0                 | 1                 | 0                 | 19       | 1      | 3           | 0          |
| P. Harres         | 28           | 8            | 5            | 0            | 0                 | 0                 | 0                 | 0                 | 28       | 8      | 5           | 0          |
| P. Hinterschuster | 0            | 0            | 0            | 0            | 0                 | 0                 | 0                 | 0                 | 0        | 0      | 0           | 0          |
| F. Hinze          | 0            | 0            | 0            | 0            | 0                 | 0                 | 0                 | 0                 | 0        | 0      | 0           | 0          |
| B. Inaler         | 30           | 3            | 15           | 0            | 1                 | 0                 | 1                 | 0                 | 31       | 3      | 16          | 0          |
| M. Kinzig         | 19           | 0            | 0            | 0            | 0                 | 0                 | 0                 | 0                 | 19       | 0      | 0           | 0          |
| M. Köstenbauer    | 14           | 0            | 0            | 0            | 1                 | 0                 | 0                 | 0                 | 15       | 0      | 0           | 0          |
| E. Küc            | 23           | 7            | 2            | 1            | 1                 | 0                 | 0                 | 0                 | 24       | 7      | 2           | 1          |
| J. Kühn           | 7            | 0            | 1            | 0            | 0                 | 0                 | 0                 | 0                 | 7        | 0      | 1           | 0          |
| J. Lewald         | 2            | 0            | 0            | 0            | 1                 | 0                 | 0                 | 0                 | 3        | 0      | 0           | 0          |
| O. Maric          | 14           | 0            | 4            | 0            | 0                 | 0                 | 0                 | 0                 | 14       | 0      | 4           | 0          |
| F. Markelic       | 7            | 0            | 1            | 0            | 0                 | 0                 | 0                 | 0                 | 7        | 0      | 1           | 0          |
| J. Mattmüller     | 20           | 0            | 0            | 0            | 1                 | 0                 | 0                 | 0                 | 21       | 0      | 0           | 0          |
| I. May            | 16           | 0            | 5            | 0            | 0                 | 0                 | 0                 | 0                 | 16       | 0      | 5           | 0          |
| R. Michael        | 0            | 0            | 0            | 0            | 0                 | 0                 | 0                 | 0                 | 0        | 0      | 0           | 0          |
| S. Ogbaidze       | 29           | 2            | 8            | 0            | 0                 | 0                 | 0                 | 0                 | 29       | 2      | 8           | 0          |
| G. Phong          | 1            | 0            | 0            | 0            | 0                 | 0                 | 0                 | 0                 | 1        | 0      | 0           | 0          |
| M. Schulz         | 1            | 0            | 0            | 0            | 0                 | 0                 | 0                 | 0                 | 1        | 0      | 0           | 0          |
| M. Seiffert       | 31           | 4            | 3            | 0            | 1                 | 0                 | 0                 | 0                 | 32       | 4      | 3           | 0          |
| O. Skakun         | 8            | 0            | 1            | 0            | 0                 | 0                 | 0                 | 0                 | 8        | 0      | 1           | 0          |
| F. Suçsuz         | 4            | 0            | 2            | 0            | 1                 | 0                 | 0                 | 0                 | 5        | 0      | 2           | 0          |
| C. Theisen        | 25           | 10           | 7            | 2            | 1                 | 0                 | 0                 | 0                 | 26       | 10     | 7           | 2          |
| N. Touglo         | 26           | 1            | 8            | 0            | 0                 | 0                 | 0                 | 0                 | 26       | 1      | 8           | 0          |
| E. Uzoma          | 14           | 0            | 0            | 0            | 0                 | 0                 | 0                 | 0                 | 14       | 0      | 0           | 0          |
| S. Werbelow       | 16           | 0            | 0            | 0            | 1                 | 0                 | 0                 | 0                 | 17       | 0      | 0           | 0          |
| B. Yilmaz         | 19           | 1            | 0            | 0            | 1                 | 0                 | 0                 | 0                 | 20       | 1      | 0           | 0          |